# Fiction Records
La Fiction Records è un'etichetta discografica inglese, fondata nel 1978 da Chris Parry, precedente manager e talent scout della Polydor Records.
La storia di questa etichetta è strettamente collegata a quella della band The Cure: infatti nel 1978 la band, agli inizi della sua carriera, mandò delle demo tapes a varie delle maggiori etichette discografiche, tra cui la Polydor, per cui lavorava al tempo Chris Parry. Egli fu così colpito dal suono di quel gruppo che decise così di dar vita a un suo progetto finora mai realizzato: la fondazione di una sua etichetta discografica, la Fiction Records appunto, iscrivendo i Cure come prima band gestita.
Da allora in avanti Fiction Records è quasi sempre stato sinonimo di Cure, vista l'estensiva produzione del gruppo inglese e la sua fama mondiale, almeno fino al 2001, quando il contratto tra le due parti è terminato, non senza qualche frizione polemica, data soprattutto dalla vendita da parte della Fiction dell'intero catalogo della band alla Universal senza il consenso di Robert Smith, frontman e mente dei Cure.
Altri gruppi minori firmati sotto l'etichetta sono stati:
- Purple Hearts
- Associates
- The Passions
- Die Warzau
- Eat
- Candyland
- The God Machine

L'etichetta è ripartita nel 2004 come imprint della Polydor ed è subito stato successo, grazie all'album Final Straw degli Snow Patrol. Nel suo catalogo corrente spiccano gli Yeah Yeah Yeahs e Ian Brown.